# Квантитативни поремећаји емоција
Квантитативни поремећаји емоција означавају промену нормалног емоционалног исказа.
Квантитативни поремећаји емоција могу бити:

## Депресија
Депресија представља снажан емотивни набој, где објективни повод не постоји, или је доста слабији од саме реакције болесника. Депресивна особа поред неосноване туге, није у стању да сама сагледа могућа решења за своје стање. Негативног емоционални тон (безвољност, туга, очајање, општи губитак интересовања и сл.) уз пратећу мимика лица, се преноси и на све остале болесникове активности. Тако оболели болесник који је емоционално преокупиран својим менталним стањем, се не може усредсредити на збивања у свом окружењу (услед поремећаја пажње у виду хипертенацитета и квантитативних и квалитативних поремећаја мишљења у виду успореног мисаоног садржаја и депресивних суманутих идеја), он занемарује своје личне, родитељске, брачне и социјалне обавезе (поремећаји нагона и воље). Треба разликовати депресију од нормалне туге. Наиме, под утицајем трагичног догађаја и нормани људи подлежу тузи, постају очајни и пате, али за то имају и одговарајући узрок. Чак и ако се за њих може рећи да су депресивни, то је нормална депресија, нормална туга. Код нормално депресивних свет је тај који је црн и безвредан, а код патолошко депресивних болеснка, безвредним и црним се доживљава сама личност. Депресија нормалних постепено слаби и пролази, као што и свака инајинтезивнија емоција временом губи на свом интензитету.
Патолошка депресија је типична одлика поремећаја расположења, и као таква се често може видети у комбинацији са анксиозном поремећајима, код схизоафективне психозе, може бити и постсхизофреног карактера, као и у склопу реакција на телесна обољења и инвалидитет.

## Манија
Манија, еуфоруја или егзалтираност су све синоними за хипертимију поларизовану у смислу веселог расположења, без било каквог ослонца у спољашњој средини. То је патолошко снажан емоционалан набој среће, доброг расположења, оптимизма, задовољства, без поткрепљења, којег прате и одговарајућа мимика, гестикулација и одевање, односно све активности болесника су подређене његовом емоционалном стању. Понекад се за манично стање каже да је супротно од депресије, заправо под тим се мисли да као и у депресији, тако и манично стање карактерише услед емоционалног набоја погођеност психичких функција пажње, мишљења, воље и нагона, с разликом што квалитет ових функција сада заузима супротан екстрем. Ако код депресивног болесника имао успорени, овде садаа имамо убрзани мисаони ток (поремећаји мишљења по форми). Такође, клиничку еуфорију прати хипервигилност, (поремећај пажње), обиље експазивних суманутих идеја, прецењених идеја, или идеја величине (поремећаји мишљења по садржају), пренаглашеност, углавном несврсисходних активности (поремећај воље), као и појачање сексуалности и нагонског живота.
Манија се може срести у склопу биполарног поремећаја расположења, као манична фаза, даље у склопу схизоафективних психоза, органских лезија мозга и код егзогених интоксикација.

## Анксиозност
Генерализована Анксиозност заправо представља нереални страх (слободнолебдећи страх), који настаје као резултат неке давно заборављене ситуације (реалне ини услед фантазама) и пратеће емоције, која се тако једном потиснута сада враћа у свест, али овог пута особођена од садржаја, у оквиру којог је и првобитно настала. Уколико се тако потиснута емоција сада веже за неки други, неутрални садржај, развија се фобични поремећај. Некада се њен продор у свест контролише понављањем безсмислених мисли (осесије) или ритуалних активности (компулсије), чиме се манифестује опсесино-компулсивни поремећај.
Анксиозност је пролонгирано и веома непријатно стање, без ослонца у реалитету. Пратилац анксиозности је и убрзан рад срца, бол и стезање у грусима, утисак мањка кисеоника, отежаност дисања, малаксалост, проширење очних капака и зеница, непетост, бесциљно кретање, чупање косе, грицкање ноктију и сл. За разлику од анксиозности, обичан, реални страх карактерише конкретност извора претње, и дужина трајања која се управо везује за саму претњу (по отклањању претње и страх нестаје). Код анксиозости страх, за који сам субјект нема објашњења, од осећаја угрожености може прерасти у депресију, као секундарно обољење, који проилази од емоционалног одговора на стрепњу. Анксиозност још може бити пратилац неуротских (генерализована анксиозност, опсесивно компулзивни поремећај, фобије и сл.), са стресом повезаних соматофорних поремећаја, а такође и пратилац психоза (акутна схизофренија, посебно параноидна, услед делиријума и страшних халуцинација које га прате, суманутих идеја и сл.), услед телесних обољења (ангина пекторис и хипертиреоидизам), услед ендогених и егзогених интоксикација, огранских оштећења мозга (епилепсије, запаљењских процеса). Необјашњиви страх се може јавити и код нормалних људи, у блажем облику.

## Патолошка раздражљивост
Патолошка раздражљивост се манифестује као несклад између интензитета и повода афективног реаговања. Запажа се бурно емоционално реаговање, које може довести до привременог сужења свести, које прати делимична или потпуна амнезија. Време латенце између провокације и реакције је значајно мање него код нормалних људи, а постоји и опасност по околину, услд присилних радњи. Патолошка раздражљивост се може запазити код оболелих од епилепсије, параноидне схизофреније, услед маничног синдрома, у вези са повредадама мозга и лезија фронталног кортекса, алкохолизмом, поремећаја личности код психопата, хистеричних болесника. Патолошким афектом се назива екстреман случај патолошке раздражљивости у психијатрији.

## Апатија
Апатија се везије за схизофренију (посебно у склопу аутохормичких форми обољења) и код органских оштећења мозга (наручито фронталног режња) и периода реконвалесценције. Апатија се карактерише као одсутсво нормалног афективног реаговања. Таква особа делује празно и невољно, код ње не уочавамо за депресију карактеристично тужно расположење.

## Патолошки афекат
Патолошки афекат преставља снажну емоцију, која је у стању да изазове сужење свести (квалитативни поремећај свести). Патолошки афекат можемо дефинисати као привремени душевни поремећај са значајном глобалном изменом менталног функционисања. Овакво стање је изузетно значајно за форензичку психијатрију. У ширем смислу патолошки афекат можемо описати као: стање са високим ризиком конфортације са спољашњим окружењем, услед значајног измењења стања свести и пратеће дезоријентације. Сумрачна стања могу бити извор хетероагресивних или аутоагресивних радњи; постоји видна несразмера између повода и претерано јаке емоционалне реакције; присутна је суманутост мисаониг садржаја; прати га знатно изражена психомоторна активност; умањен степен вољне контроле, па отуда постоји додатни ризик од агресивног понашања; критични период је праћен делимичном или потпуном амнезијом.

## Дистимија
Умерена хипертимија која се током живота исказује као фиксирани песимизам. Садржи ублажене симптоме депресије.

## Хипоманија
Хипоманија представља слабије изражену клиничку слику маније и краћег је трајања

## Цикломанија
Подразумеве смењивање стања дистимије и хипоманије.

## Емоционална лабилност
Емоционална лабилност представља колебање афективног стања без спољашњег узрока. У свом екстремном степену, ово стање се назива еммоционална инконтиненција (конституционална пренаглашеност афективног исказа), или афективна инхибиција (квантитет афективној исказа је конституционално оскудан). Могу се видети код тешких органских лезија ЦНС-а (код артериосклерозе у поодмаклој фази, код инфективних и других болести мозга).